# Green Bay Challenger 1979
Il Green Bay Challenger 1979 è stato un torneo di tennis facente parte della categoria ATP Challenger Series nell'ambito dell'ATP Challenger Series 1979. Il torneo si è giocato a Green Bay (Wisconsin) negli Stati Uniti dal 18 al  giugno 1979 su campi in cemento.

## Vincitori

### Singolare
Vincent Van Patten ha battuto in finale  Fred McNair con il punteggio di 4–6, 6–4, 6–4

### Doppio
Sashi Menon /  Robert Trogolo hanno battuto in finale  Tom Leonard /  Jerry Van Linge con il punteggio di 7–5, 6–4